# Герцигова, Ева
Ева Герцигова (также Херцигова; чеш. Eva Herzigová; род. 10 марта 1973, Литвинов, ЧССР) — чешская топ-модель и актриса.

## Биография

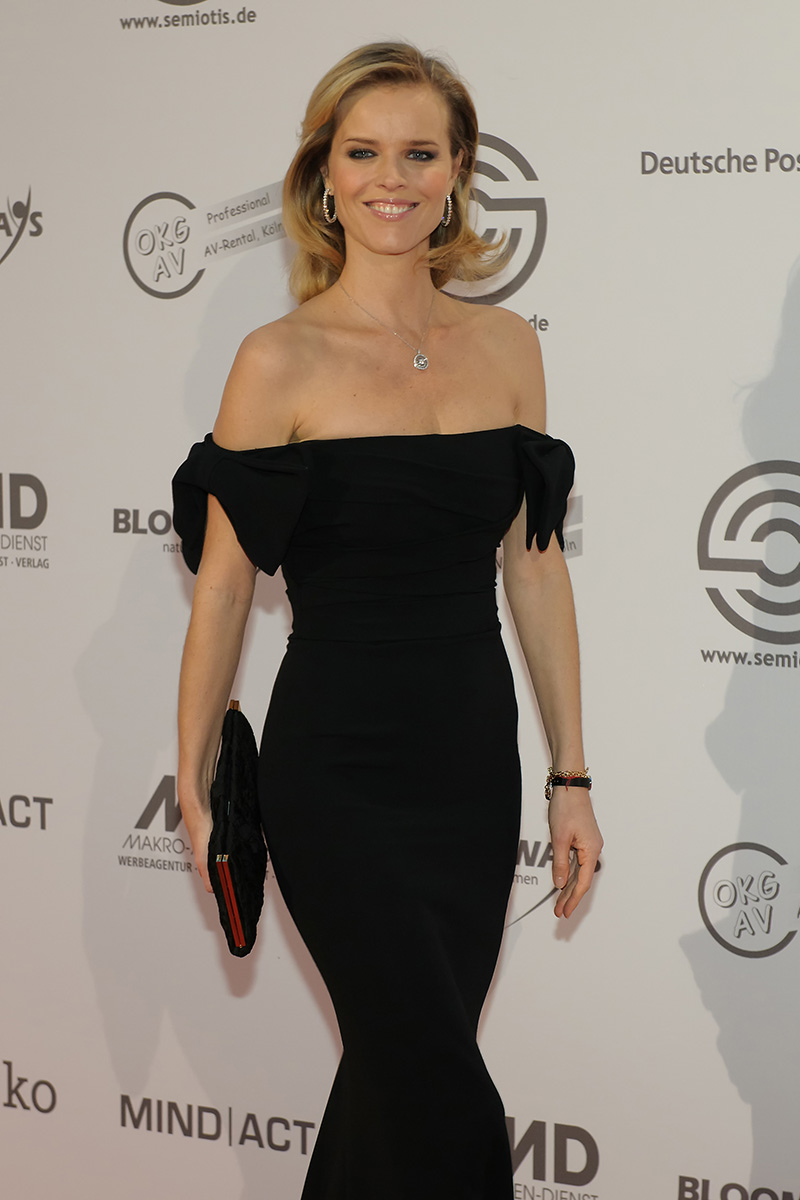
Ева Герцигова в 2012 г.

### Карьера
В 17 лет поехала на каникулы в Прагу и по совету близкой подруги пошла на отборочный конкурс парижского модельного агентства Madison, где прошла отборочный тур. Первых успехов добилась в 1989 году. Ева заключила контракт с L’Oreal на рекламу Studio Line. С ней работали известные фотографы — Питер Линдберг, Патрик Демаршелье, Марко Главиано, Паоло Роверси, а также Эллен фон Унверт — она сфотографировала её для рекламы Guess. Но настоящая слава пришла к Еве после подписания контракта с Wonderbra, известной маркой белья.
Ева Герцигова также пробовала силы в кино.

### Личная жизнь
Ева была замужем за ударником группы «Bon Jovi» Тико Торресом (род. 1953).
С 2002 года Ева состоит в фактическом браке с бизнесменом Грегорио Марсиай. У пары трое сыновей: Джордж (род. 1 июня 2007), Филип (род. 13 марта 2011) и Эдвард Джеймс (род. 20 апреля 2013).

### Хобби
Ева Герцигова любит совершать конные прогулки с фотокамерой, готовить (предпочитает чешскую кухню). Среди увлечений — лепка из глины различной посуды и сувениров.

### Прочие факты
Ева Герцигова была крёстной матерью затонувшего 13 января 2012 года итальянского круизного лайнера Costa Concordia. Во время церемонии она не смогла разбить бутылку шампанского, что является плохой приметой..

## Фильмография

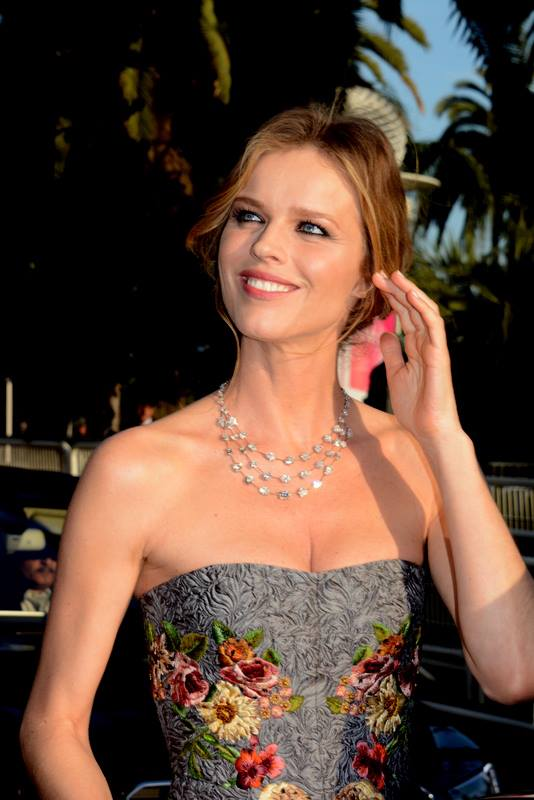
Ева Герцигова на 67-м Каннском кинофестивале, май 2014 года

| Год  |     | Русское название                                | Оригинальное название                      | Роль          |
| ---- | --- | ----------------------------------------------- | ------------------------------------------ | ------------- |
| 1992 | тф  |                                                 | Inferno                                    |               |
| 1995 | ф   | Между ангелом и бесом                           | Les anges gardiens                         | Чук Чук Нуга  |
| 1998 | ф   | Жена лучшего друга                              | L'amico del cuore                          | Фрада Сета    |
| 2000 | ф   | Между прошлым и будущим                         | Just for the Time Being                    | Кристина      |
| 2004 | ф   | Модильяни                                       | Modigliani                                 | Ольга Пикассо |
| 2004 | кор |                                                 | Twisted Tango                              | Ева           |
| 2013 | ф   | Ча-ча-ча                                        | Cha cha cha                                | Мишель        |
| 2014 | ф   | Сказочник                                       | Pohádkár                                   | Карла         |
| 2016 | ф   | Масарик                                         | Masaryk                                    | Мадла         |
| 2017 | док | Маноло: Мальчик, который делал обувь для ящериц | Manolo: The Boy Who Made Shoes For Lizards | камео         |
| 2024 | с   | Модный дом                                      | La Maison                                  | камео         |